# Vultee XA-41
Il Vultee XA-41 fu un aereo da attacco al suolo monomotore, monoposto e monoplano ad ala media, sviluppato dall'azienda aeronautica statunitense Vultee Aircraft nei primi anni quaranta del XX secolo e rimasto allo stadio di prototipo.
Originariamente ordinato come bombardiere in picchiata, dopo che l'esperienza di combattimento portò l'Air Army Corps a ritenere che in quel ruolo i velivoli fossero troppo vulnerabili ai caccia nemici, il contratto venne modificato per adattarlo alle missioni di attacco al suolo a bassa quota. Sebbene l'XA-41 fosse equipaggiato con un potente sistema d'armi, il suo progetto fu superato da una tecnologia più avanzata e non entrò mai in produzione.

## Storia del progetto
Lo stato maggiore dell'United States Army Air Corps, influenzato dai successi ottenuti dai cacciabombardieri tedeschi nelle prime fasi della seconda guerra mondiale, emise la specifica MX-136 relativa all'acquisizione di un velivolo monoposto da attacco in picchiata. In risposta alcune aziende aeronautiche decisero di partecipare al bando di concorso tra cui la Brewster Aeronautical Corporation, che elaborò il Brewster P-2, e la North American Aviation, che con il suo North American A-36 Apache, sviluppo del più noto caccia P-51 Mustang riuscì ad aggiudicarsi la commissione per una fornitura di circa 500 esemplari.

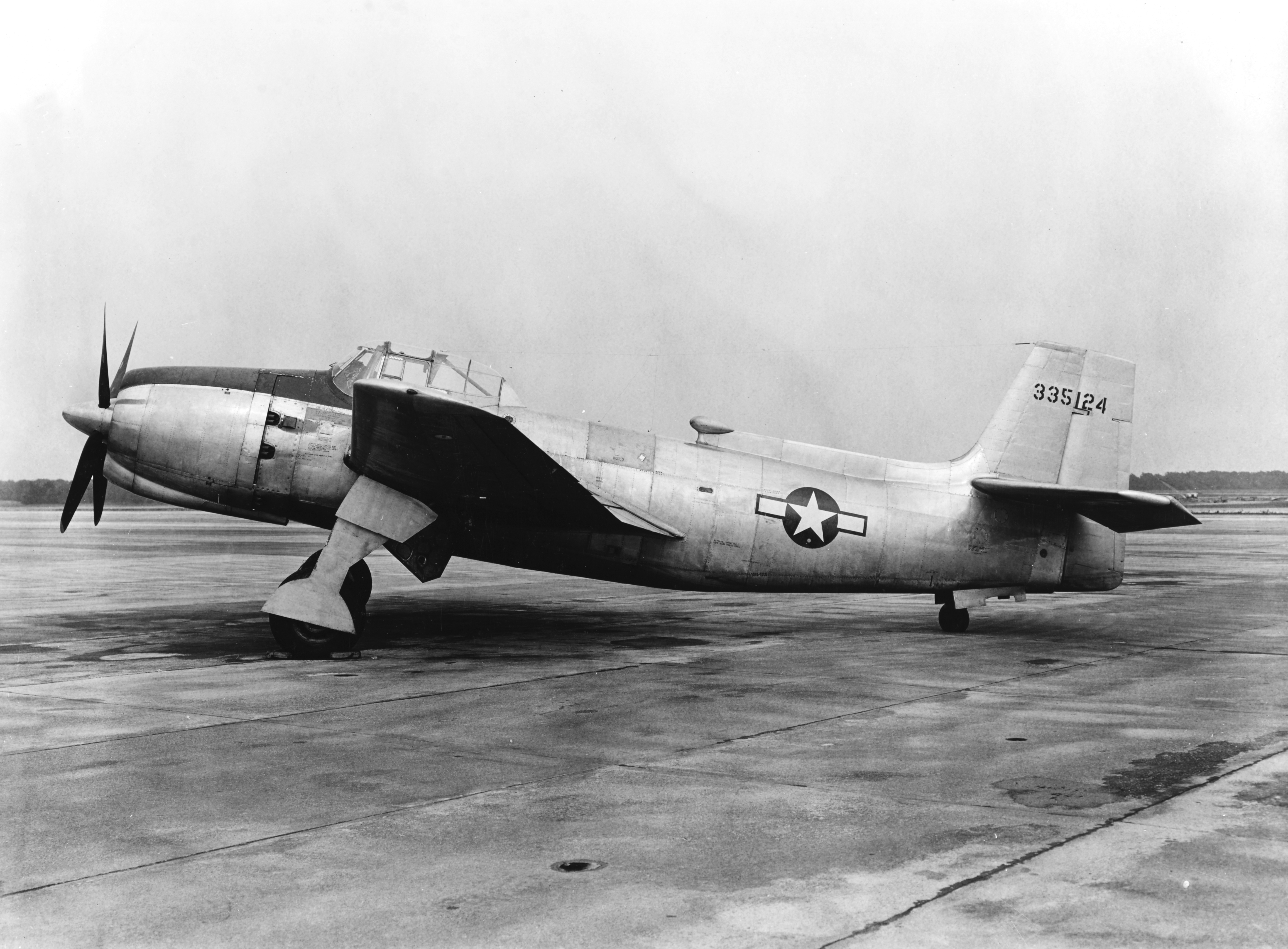
L'XA-41 fotografato presso la NAS Patuxent River nel settembre 1944.

Verso la fine del 1942, sulla base delle stesse specifiche, l'ufficio tecnico della Vultee decise di iniziare lo sviluppo del futuro XA-41, indicato dall'azienda Model 90, attorno al motore aeronautico Pratt & Whitney R-4360 Wasp Major, un radiale a 28 cilindri disposti su quattro stelle da 7 cilindri ciascuno, raffreddato ad aria e in grado di esprimere una potenza massima pari a 3 000 hp (2 237 kW). La grande ala del Model 90 assomigliava a quella di Vultee Model 72 - un bombardiere in picchiata/aereo da attacco al suolo biposto meglio noto con il nome di "Vengeance" (A-31/A-35) - compreso un bordo d'attacco diritto, un bordo d'uscita rastremato in avanti e un angolo diedro pronunciato alle estremità alari.
Progettato per trasportare sia un grande carico bellico interno che carichi esterni, l'XA-41 era, per lo standard di velivolo monomotore, piuttosto grande. La cabina di pilotaggio monoposto, allineata con la radice alare, quando l'aereo era parcheggiato era sollevata dal suolo di ben 4,57 m (15 ft).
Poiché le priorità operative si erano spostate durante la sua fase di sviluppo, l'ordine originale per due prototipi XA-41 venne annullato, anche se l'USAAF ha insistito per il completamento di un prototipo come banco di prova del motore per l'R-4360 (lo stesso motore utilizzato dal Boeing B-50 Superfortress).

## Impiego operativo
Portato in volo per la prima volta l'11 febbraio 1944, l'unico XA-41 (S/N 43-35124) dimostrò di avere buone prestazioni con una velocità massima di 354 mph (570 km/h; 308 kn) raggiunti nelle successive prove di volo e una "manovrabilità superba, essendo in grado di superare in virata un P-51B Mustang". Tuttavia, con la riduzione degli ordini militari dovuta all'avvicinarsi della fine della seconda guerra mondiale, non fu stipulato alcun contratto di produzione e l'aereo fu utilizzato come banco di prova del motore per gli USAAF oltre a essere valutato dalla United States Navy confrontandolo con altri aerei da attacco contemporanei, in particolare il Douglas AD-1 Skyraider e il Martin AM-1 Mauler. Dopo la serie di prove effettuate dalla US Navy, l'XA-41, che aveva ricevuto l'immatricolazione civile NX60373N, fu consegnato alla divisione Pratt & Whitney della United Aircraft per continuare i test sui motori. Questi continuarono fino al 1950, prima che l'XA-41 venisse demolito.

## Utilizzatori
Stati Uniti
- United States Army Air Forces
- United States Navy

### Periodici
- Nico Sgarlato, Gli aerei da attacco Brewster, in Aerei nella Storia, No.74, ottobre/novembre 2010, ISSN 1591-1071 (WC · ACNP).